# Чистильщик обуви (фильм)
«Чистильщик обуви» (англ. The Gay Shoe Clerk, 1903) — американский немой художественный фильм Томаса Альва Эдисона. Премьера состоялась в США в 1904 году.

## Сюжет

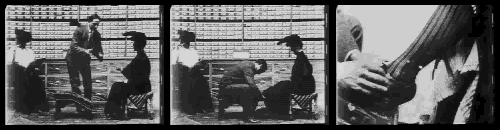
Кадры из фильма

В обувной магазин приходят две дамы. Юноша предлагает для одной из них журнал, а для другой подбирает обувь. Во время примерки одной пары обуви женщина высоко подтягивает юбку. Юноша целует даму, примеряющую обувь. Поцелуй не понравился второй даме, и она бьёт юношу зонтиком.